# ادوار آرتیگا
ادوار آرتیگا (فرانسوی: Édouard Artigas‎; ۲۶ فوریهٔ ۱۹۰۶ – ۲۵ فوریهٔ ۲۰۰۱) ورزشکار شمشیربازی اهل فرانسه بود.
وی در مسابقات کشوری و بین‌المللی در مجموع برندهٔ ۱ مدال طلا شده‌است.